# 大津光央
大津 光央（おおつ みつお、3月8日-）は、日本の小説家・音楽家。大阪府出身。

## 来歴
大阪市阿倍野区生まれ。馬場馬術の元インカレ選手。
京都産業大学卒業後、音楽家として活動。
2014年10月、Mele Recordsとzousan recordsより、フルアルバム『センチメンタルがやってくる』（MELE-1012）を全国発売（『マロニエ堂』名義）。アルバム帯の推薦コメントは有栖川有栖
2015年、『たまらなくグッドバイ』で宝島社主催の第14回『このミステリーがすごい!』大賞の優秀賞を受賞。

## 人物・作風
高田渡が亡くなる直前の札幌でのライブに、前座として同行していた。

## 著書

### 長編及び連作
- 『たまらなくグッドバイ』 宝島社、2016年3月11日刊行。
  - 『サブマリンによろしく』 宝島社文庫 『このミス』大賞シリーズ、2017年5月9日刊行。（文庫化に際し改題）
- 『サラブレッドを殺すのは誰？』 宝島社文庫 『このミス』大賞シリーズ、2019年8月6日刊行。

### 短編もしくはショート・ショート
- 『満腹亭の謎解きお弁当は今日もホカホカなのよね』
  - 『10分間ミステリー THE BEST』
    - 『このミステリーがすごい!』大賞編集部編、宝島社文庫、2016年9月6日刊行に収録。
- 『さらう女』
  - 『このミステリーがすごい!』大賞作家書き下ろしBOOK vol.19』
    - 『このミステリーがすごい!』編集部編、 宝島社、2017年12月9日刊行に収録。

## ディスコグラフィー

### マロニエ堂
- 『センチメンタルがやってくる』（MELE-1012）　Mele Records・zousan records　2014.10.8